# Rousettus madagascariensis
Rousettus madagascariensis là một loài động vật có vú trong họ Dơi quạ, bộ Dơi. Loài này được G. Grandidier mô tả năm 1928.

## Hình ảnh

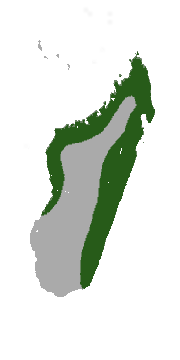